# 小行星6294
小行星6294（6294 Czerny）是一颗绕太阳运转的小行星，为主小行星带小行星。该小行星于1988年2月11日发现。

## 轨道参数
小行星6294的轨道半长轴为2.2805730 UA，离心率为0.104。